# یواس‌اس پی‌سی-۴۵۷
یواس‌اس پی‌سی-۴۵۷ (به انگلیسی: USS PC-457) یک کشتی بود که طول آن ۱۰۶ فوت ۹ اینچ (۳۲٫۵۴ متر) بود. این کشتی در سال ۱۹۳۹ ساخته شد.